# Station Oostkamp
Station Oostkamp is een spoorwegstation langs spoorlijn 50A (Brussel - Oostende) in de gemeente Oostkamp. Er zijn geen loketten ter beschikking.
In 1865 werd een stationsgebouwtje opgetrokken dat door het snel groeiende reizigersverkeer al na enkele jaren te krap werd. Bijgevolg werd het in 1877 vergroot, maar in 1889 richtte men een totaal nieuw neoclassicistisch laag gebouw op - zoals het nu bekend is - naar een ontwerp van Henri Fouquet. Opvallend aan Fouquets constructie zijn de metalen sierelementen en de drie ingangen naar de wachtzalen voor de verschillende klassen. In het interieur is dit standenverschil nog steeds zichtbaar.
In 1997 werd het station, samen met de opvallende luifel en het wachthuisje, beschermd als monument. In 2006 werd het na een jarenlange verloedering, grondig gerenoveerd. Aanvankelijk zou het bouwwerk in 2012 in zijn geheel verplaatst worden, bij de verdubbeling van de spoorlijn tussen Gent en Brugge. De plannen rond de spoorverdubbeling en daarmee die rond de verplaatsing werden echter uitgesteld tot de periode 2018- 2021. Het gebouw werd in 2018 afgebroken en zorgvuldig opnieuw opgebouwd aan de andere kant van het station waar het dienst zal doen als bibliotheek. Het station werd integraal toegankelijk gemaakt en het aantal sporen werd uitgebreid van 2 naar 4. Er kwam ook een nieuwe onderdoorgang met trappen en hellingen. Er is ook een nieuwe fietsenparking en stationsparking aangelegd. De werken kaderden in het uitbreiden van het aantal sporen tussen Gent en Brugge om meer treinen toe te laten.

## Galerij

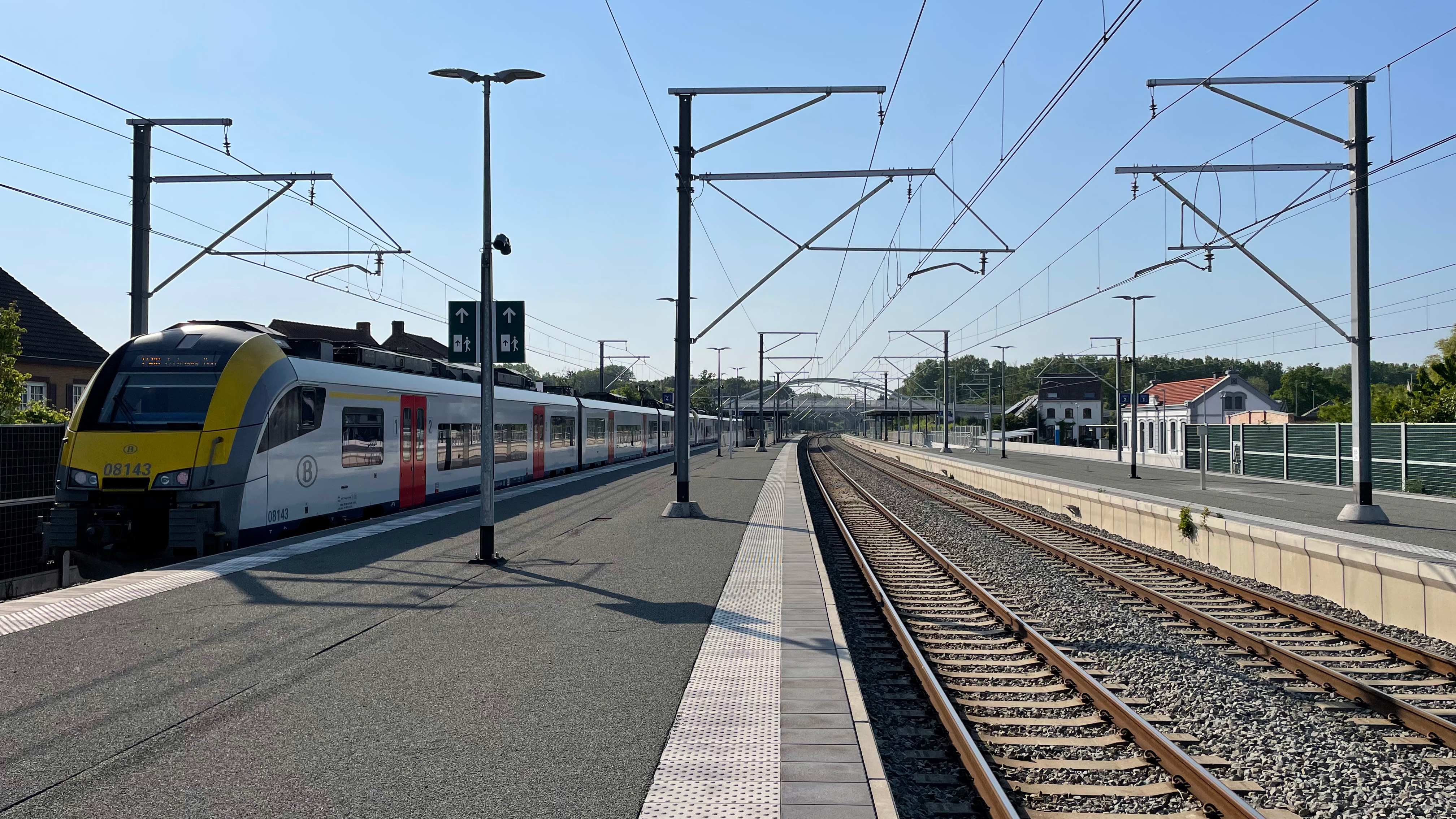
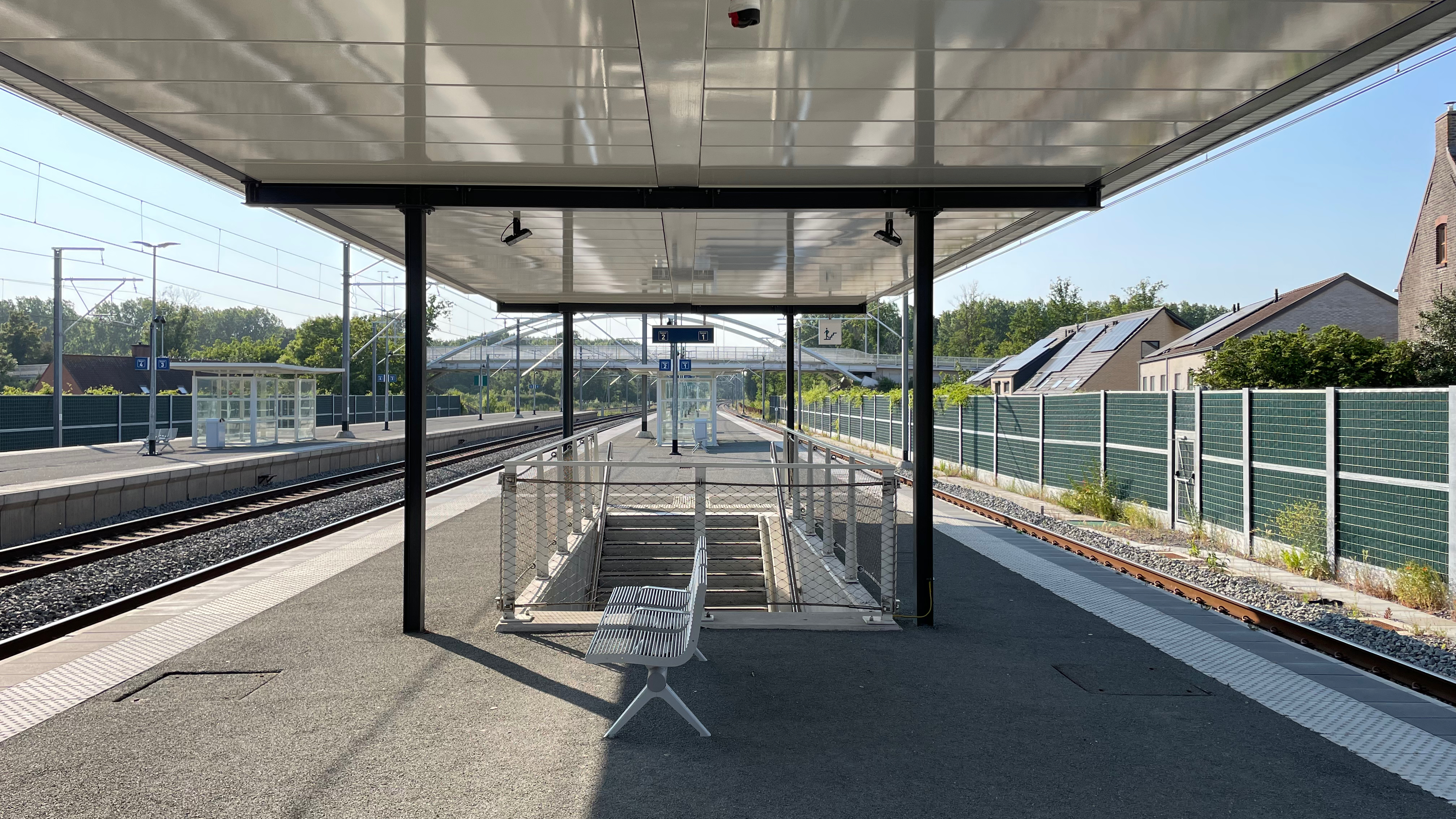
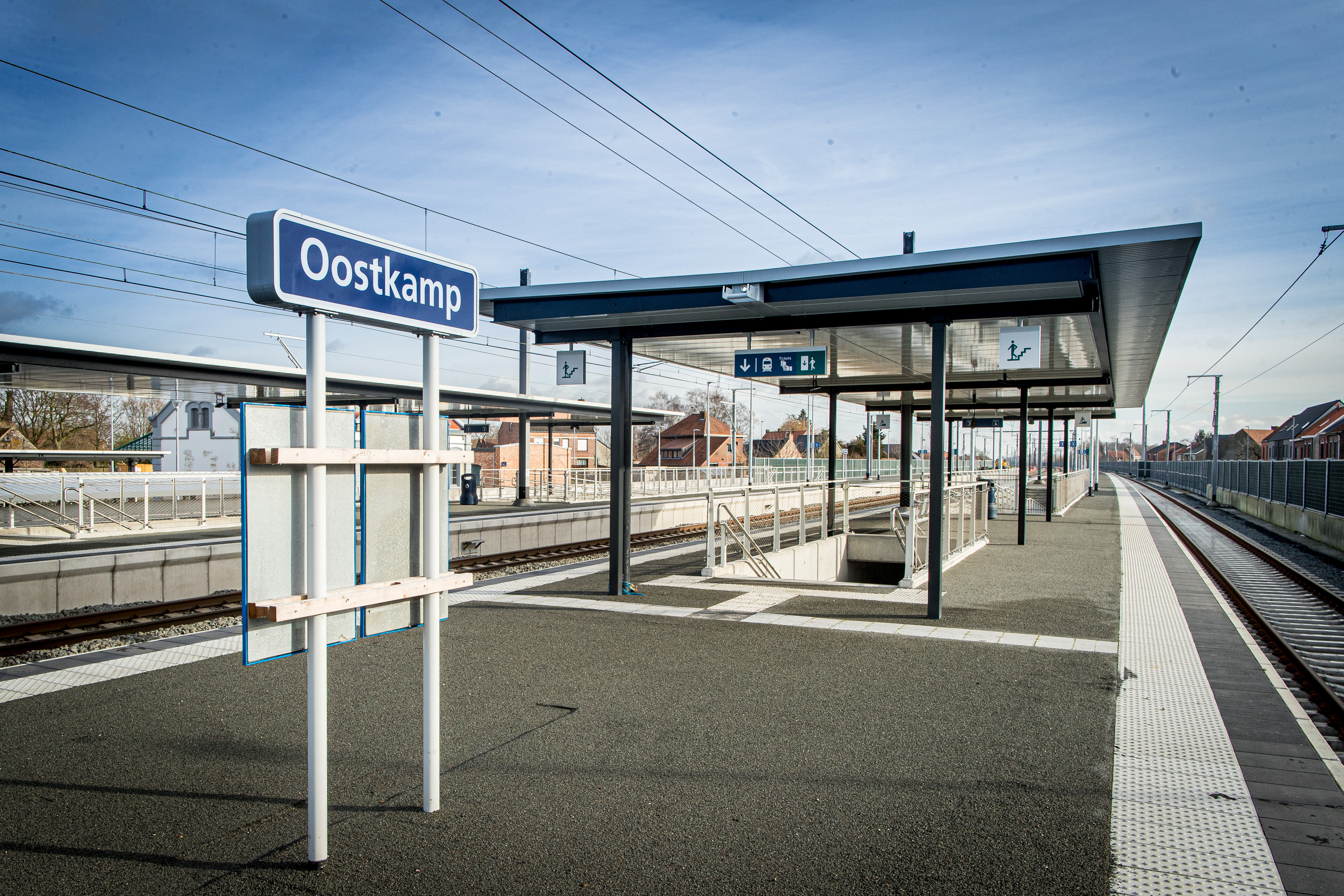
Vernieuwde perrons Oostkamp
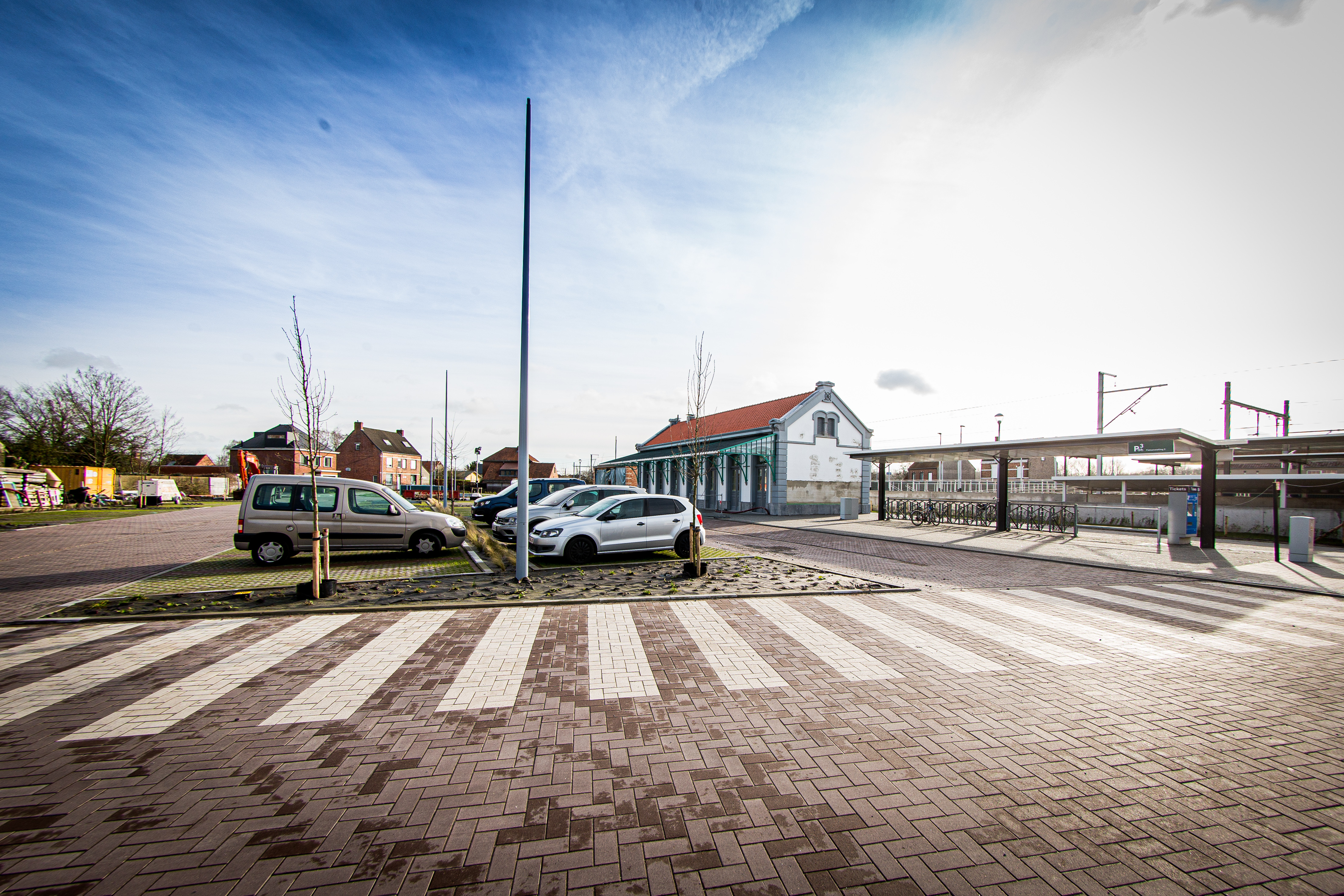
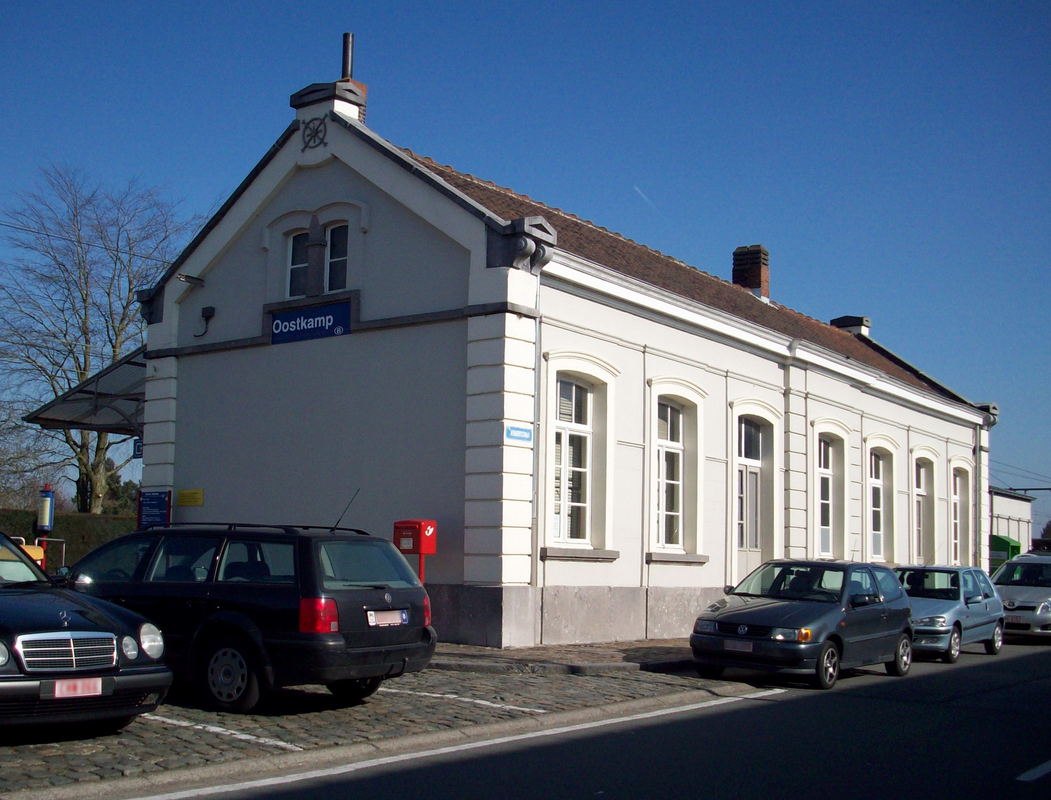
Stationsgebouw op oude locatie
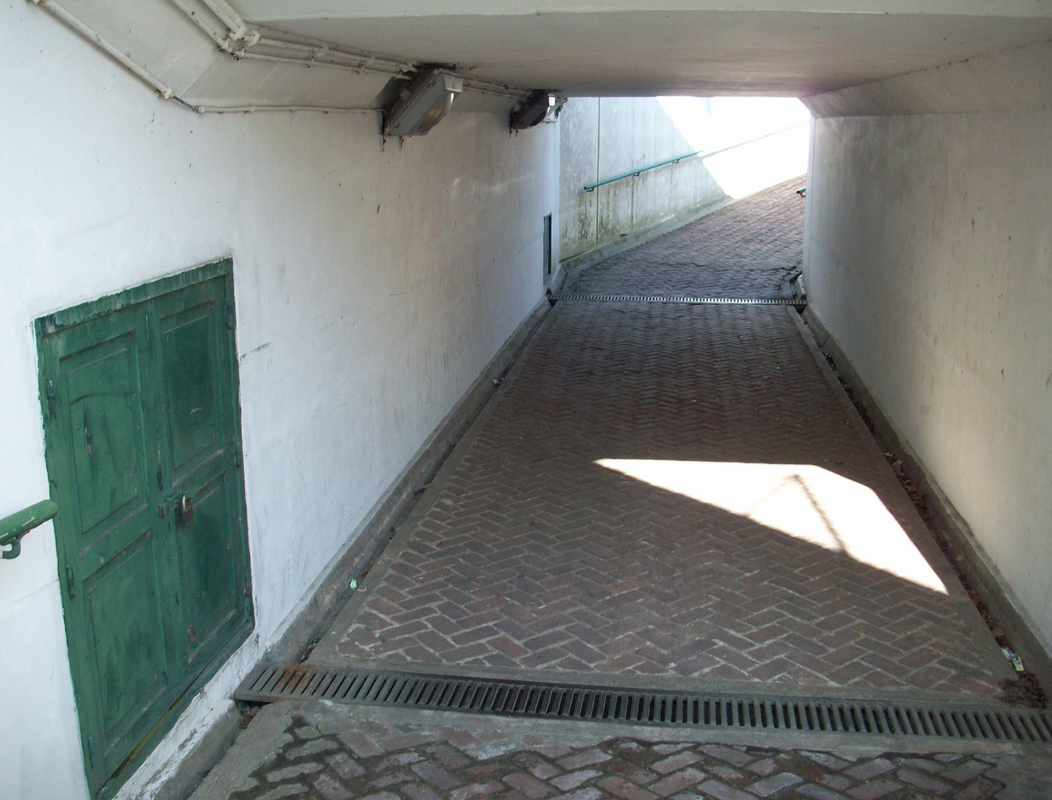
Reizigerstunnel
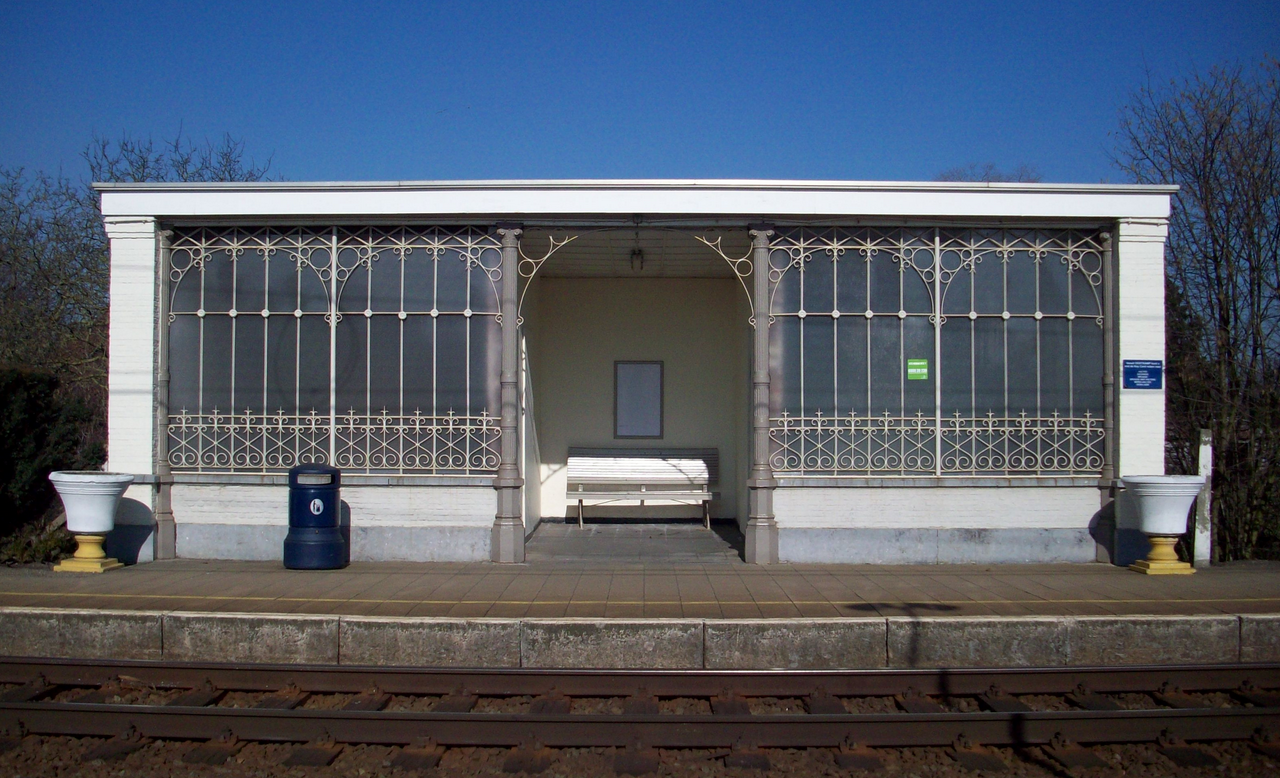
Voormalig wachthuisje perron 2
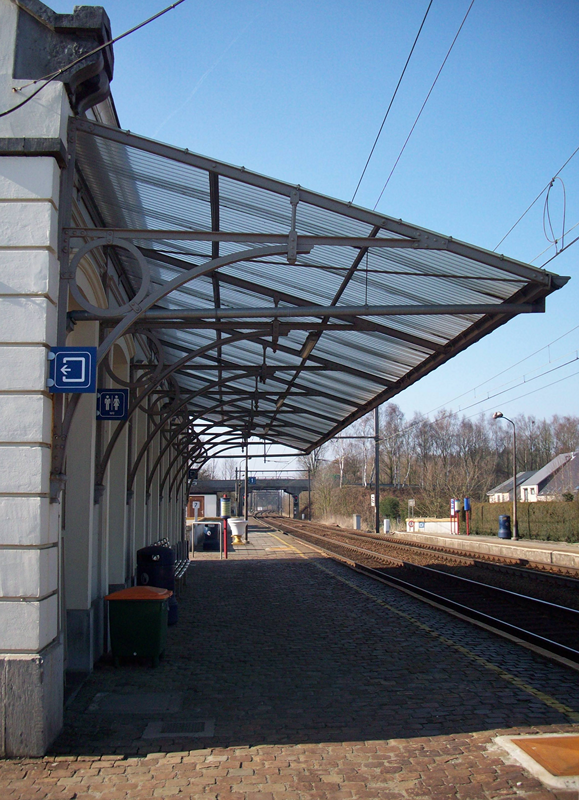
Luifel stationsgebouw

## Treindienst
| Serie | Treinsoort     | Route | Bijzonderheden |
| ----- | -------------- | --- | --- |
| L 550 | L-trein (NMBS) | Mechelen – Dendermonde – Gent-Sint-Pieters – Oostkamp – Brugge – [ Zeebrugge-Strand ] / [ Zeebrugge-Dorp ] | Rijdt in het weekend tussen Zeebrugge-Strand - Gent-Sint-Pieters. Rijdt enkel in juli en augustus in de week tussen Zeebrugge-Strand - Mechelen. |

## Reizigerstellingen
De grafiek en tabel geven het gemiddeld aantal instappende reizigers weer op een week-, zater- en zondag.
| Tabel: aantal instappende reizigers station Oostkamp | Tabel: aantal instappende reizigers station Oostkamp | Tabel: aantal instappende reizigers station Oostkamp | Tabel: aantal instappende reizigers station Oostkamp |
|                                                      | Weekdag                                              | Zaterdag                                             | Zondag                                               |
| ---------------------------------------------------- | ---------------------------------------------------- | ---------------------------------------------------- | ---------------------------------------------------- |
| 1977                                                 | 295                                                  | 56                                                   | 32                                                   |
| 1978                                                 | 318                                                  | 72                                                   | 55                                                   |
| 1979                                                 | 273                                                  | 83                                                   | 51                                                   |
| 1980                                                 | 281                                                  | 66                                                   | 63                                                   |
| 1981                                                 | 368                                                  | 60                                                   | 57                                                   |
| 1982                                                 | 300                                                  | 40                                                   | 30                                                   |
| 1983                                                 | 479                                                  | 66                                                   | 77                                                   |
| 1984                                                 | 167                                                  | 39                                                   | 65                                                   |
| 1985                                                 | 150                                                  | 42                                                   | 37                                                   |
| 1986                                                 | 219                                                  | 66                                                   | 48                                                   |
| 1987                                                 | 143                                                  | 44                                                   | 44                                                   |
| 1988                                                 | 156                                                  | 42                                                   | 44                                                   |
| 1989                                                 | 120                                                  | 37                                                   | 30                                                   |
| 1990                                                 | 157                                                  | 37                                                   | 48                                                   |
| 1991                                                 | 127                                                  | 37                                                   | 50                                                   |
| 1992                                                 | 159                                                  | 48                                                   | 46                                                   |
| 1993                                                 | 145                                                  | 64                                                   | 52                                                   |
| 1994                                                 | 137                                                  | 43                                                   | 34                                                   |
| 1995                                                 | 107                                                  | 30                                                   | 28                                                   |
| 1996                                                 | 130                                                  | 30                                                   | 35                                                   |
| 1997                                                 | 132                                                  | 46                                                   | 48                                                   |
| 1998                                                 | 123                                                  | 34                                                   | 50                                                   |
| 1999                                                 | 111                                                  | 54                                                   | 50                                                   |
| 2000                                                 | 140                                                  | 67                                                   | 87                                                   |
| 2001                                                 | 168                                                  | 44                                                   | 34                                                   |
| 2002                                                 | 143                                                  | 40                                                   | 44                                                   |
| 2003                                                 | 193                                                  | 46                                                   | 39                                                   |
| 2004                                                 | 162                                                  | 23                                                   | 54                                                   |
| 2005                                                 | 158                                                  | 42                                                   | 52                                                   |
| 2006                                                 | 160                                                  | 68                                                   | 60                                                   |
| 2007                                                 | 177                                                  | 140                                                  | 60                                                   |
| 2008                                                 | -                                                    | -                                                    | -                                                    |
| 2009                                                 | 188                                                  | 66                                                   | 113                                                  |
| 2010                                                 | -                                                    | -                                                    | -                                                    |
| 2011                                                 | -                                                    | -                                                    | -                                                    |
| 2012                                                 | 226                                                  | 63                                                   | 101                                                  |
| 2013                                                 | 235                                                  | 87                                                   | 64                                                   |
| 2014                                                 | 168                                                  | 49                                                   | 89                                                   |
| 2015                                                 | 230                                                  | 66                                                   | 105                                                  |
| 2016                                                 | 177                                                  | 48                                                   | 57                                                   |
| 2017                                                 | 182                                                  | 52                                                   | 94                                                   |
| 2018                                                 | 170                                                  | 67                                                   | 53                                                   |
| 2019                                                 | 195                                                  | 45                                                   | 71                                                   |
| 2020                                                 | 104                                                  | 45                                                   | 28                                                   |
| 2021                                                 | -                                                    | -                                                    | -                                                    |
| 2022                                                 | 262                                                  | 95                                                   | 97                                                   |
| 2023                                                 | 175                                                  | 74                                                   | 67                                                   |
| 2024                                                 | 183                                                  | 71                                                   | 66                                                   |

3,8: Brussel-Zuid ·
7,8: Anderlecht ·
52,1: Gent-Sint-Pieters ·
56,1: Drongen ·
58,8: Halewijn ·
61,9: Landegem ·
64,9: Hansbeke ·
68,5: Bellem ·
71,5: Aalter ·
76,1: Maria-Aalter ·
80,7: Beernem ·
86,5: Oostkamp ·
92,2: Brugge ·
98,9: Varsenare ·
101,8: Jabbeke ·
108,0: Oudenburg ·
109,9: Zandvoorde ·
114,3: Oostende